# Bernardo España Edo
 Bernardo España Edo (Valencia, 1 de mayo de 1938-
Ib., 14 de octubre de 2020), apodado Españeta, fue el utillero histórico del Valencia Club de Fútbol.

## Biografía
Empezó a jugar al fútbol en el Huracán de Ruzafa, el equipo de su barrio. Siendo aficionado valencianista, su sueño era llegar a jugar en el Valencia CF de los míticos Epi, Amadeo, Gorostiza...
Con apenas dieciséis años sufrió un grave accidente de moto con su hermano. Se rompió el tendón de Aquiles, dando por finalizadas sus ilusiones de ser futbolista, ya que, incluso tuvo el riesgo de quedarse cojo. Desde el accidente empezó a colarse en los entrenamientos en Mestalla. Se escapaba de la escuela e iba a recoger balones, colándose por las puertas.
Finalmente se incorporó como utillero a la disciplina del filial valencianista, el CD Mestalla, siendo en esta época donde se le colocó el mote que lo distinguiría por el resto de su vida.
Cinco años después, su buena labor en el filial, y sus ganas de seguir aprendiendo, sumadas a su correcto trato con los jugadores y directivos, le supuso el ascenso profesional a la primera plantilla del Valencia CF, manteniendo su puesto de trabajo de manera continuada hasta la fecha, incluso llegando a ser utillero jefe.
A principios del 2003, el año en el cual alcanzaba la edad de jubilación, el club inició una negociación para llegar a un acuerdo de los términos de su adiós al club, existiendo un problema bastante importante, ya que al no haberse dado de alta en sus primeros años de trabajo, en el momento de jubilarse, la paga que le hubiera quedado sería más bien escasa. Sin embargo, meses más tarde, el Valencia CF prolongó el contrato laboral, aplazando de esta manera la jubilación reglamentaria que le llegaba al cumplir los sesenta y cinco años, se decidió que continuara para que su cotización en la seguridad social le permitiera tener una paga prácticamente íntegra de jubilación. Españeta dejó de viajar con el primer equipo y redujo su ámbito a la Ciudad Deportiva de Paterna y a Mestalla.
El 30 de noviembre de 2014 recibió de la mano del presidente Amadeo Salvo la insignia de oro y brillantes del club por sus más de cuarenta años vinculado al club, junto con De los Santos (ATS con parecida trayectoria a Españeta) y Aurelio Martínez (presidente de la Fundación Valencia durante la complicada venta del club a Peter Lim).

## Palmarés
Debido a su dilatada carrera profesional perteneciendo al cuadro técnico, estuvo presente en numerosos títulos conseguidos por el Valencia CF. 

### Torneos nacionales (8)
- Liga Española (3): 1970/71, 2001/02, 2003/04.
- Copa del Rey (4): 1967, 1979, 1999, 2008.
- Supercopa de España (1): 1999

### Torneos internacionales (7)
- Recopa de Europa (1): 1979/80
- Copa de la UEFA (1): 2003/04
- Supercopa de Europa (2): 1980, 2004
- Copa de Ferias (2): 1961/62, 1962/63
- Copa Intertoto de la UEFA (1): 1998